# Piotr Szyszkowski
Piotr Szyszkowski herbu Ostoja (zm. 1645) – marszałek Trybunału Głównego Koronnego, kasztelan wojnicki w latach 1638-1645, kasztelan sądecki w latach 1637-1638, starosta warecki i osiecki, poseł na sejm 1634.

## Życiorys
Miał trzy żony, Elżbieta Lasocką, Zofię Zebrzydowską, córkę Jana Zebrzydowskiego i księżniczkę Teofilę Wiśniowiecką, córkę Konstantego, wojewody ruskiego i bełskiego. Brat jego, Jędrzej, scholastyk krakowski. Córka Piotra Krystyna wyszła za Stefana Niszczyckiego. Druga jego córka Anna wydana została za Stanisława Lanckorońskiego, starostę małogoskiego. Był synowcem stryjecznym Marcina, biskupa krakowskiego. Szyszkowski podróżował w młodości, zwiedzając różne kraje, ucząc się przy tym wielu różnych języków. Był sekretarzem legacji księcia Zboraskiego do Porty Osmańskiej, posłował do elektora brandenburskiego. W 1634 roku wyznaczony na sejmie komisarzem z Koła Poselskiego do zapłaty wojsku.
W roku 1631 odkupił od Adama Bonera posiadłość Mianocice, którą połączył z majątkami Małoszów, Tochołów, Giebułtów i Maciejów odziedziczonymi po Marcinie Szyszkowskim
W 1643 roku wyznaczony został senatorem rezydentem.